# Abbazia di Oelenberg
L'abbazia di Oelenberg (francese Abbaye Notre-Dame d'Oelenberg) è un'abbazia cistercense trappista situata nei pressi di Reiningue, nella regione dell'Alsazia, Francia. Dal 1992 l'antica chiesa abbaziale è classificata come Monumento storico di Francia.
Sono abbazie "figlie" di Oelenberg le abbazie di:
- Baumgarten, a Bernardvillé in Alsazia, dal 1825
- Mariawald, a Heimbach, in Renania Settentrionale-Vestfalia (Germania), dal 1862
- Engelszell, a Engelhartszell in Austria, dal 1862.

## Storia
Nel 1046 la contessa di Eguisheim, Edvige di Dabo, fondò un priorato, consacrato da suo figlio, papa Leone IX, nel 1049. Appartenuta agli agostiniani fino al 1646, passò ai gesuiti di Friburgo in Brisgovia, che la tennero fino al 1774. Dopo il periodo rivoluzionario, nel 1825 l'abbazia passò ai trappisti che ne sono a tutt'oggi detentori.

## Stile

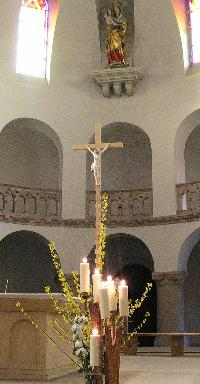
Vista sull'interno della chiesa abbaziale

La chiesa abbaziale mostra più stili: romanico (XII secolo), tardogotico (1486) e barocco) (1755). L'interno contiene, fra l'altro, una croce da processione risalente al XII secolo, un Crocifisso del XIV secolo, due statue della Madonna, una del XV secolo e una del XIX.
Nelle tre cappelle, San Michele, San Leo e Monte degli Ulivi si trovano parti di fabbricato del XII secolo e del 1486, così come un dipinto e tre reliquiari, che provengono dall'abbazia di Lucelle, chiusa e venduta durante la rivoluzione francese.

### Organo
L'organo della chiesa abbaziale fu costruito nel 1951 da Georg Schwenkedel. Esso sostituì il precedente del 1904, opera di Martin et Joseph Rinckenbach, che già nel 1915 fu distrutto da un bombardamento di artiglieria. Lo strumento ha 22 registri (e due trasmissioni) su due manuali e pedaliere.